# Фомина, Маргарита Михайловна
Маргари́та Миха́йловна Фомина́ (р. 19 августа 1988, Дмитров, Московская область) — российская кёрлингистка, заслуженный мастер спорта России (2013), трёхкратная чемпионка Европы, участница зимних Олимпийских игр 2010 и 2014 годов, 5-кратная чемпионка России.

## Биография

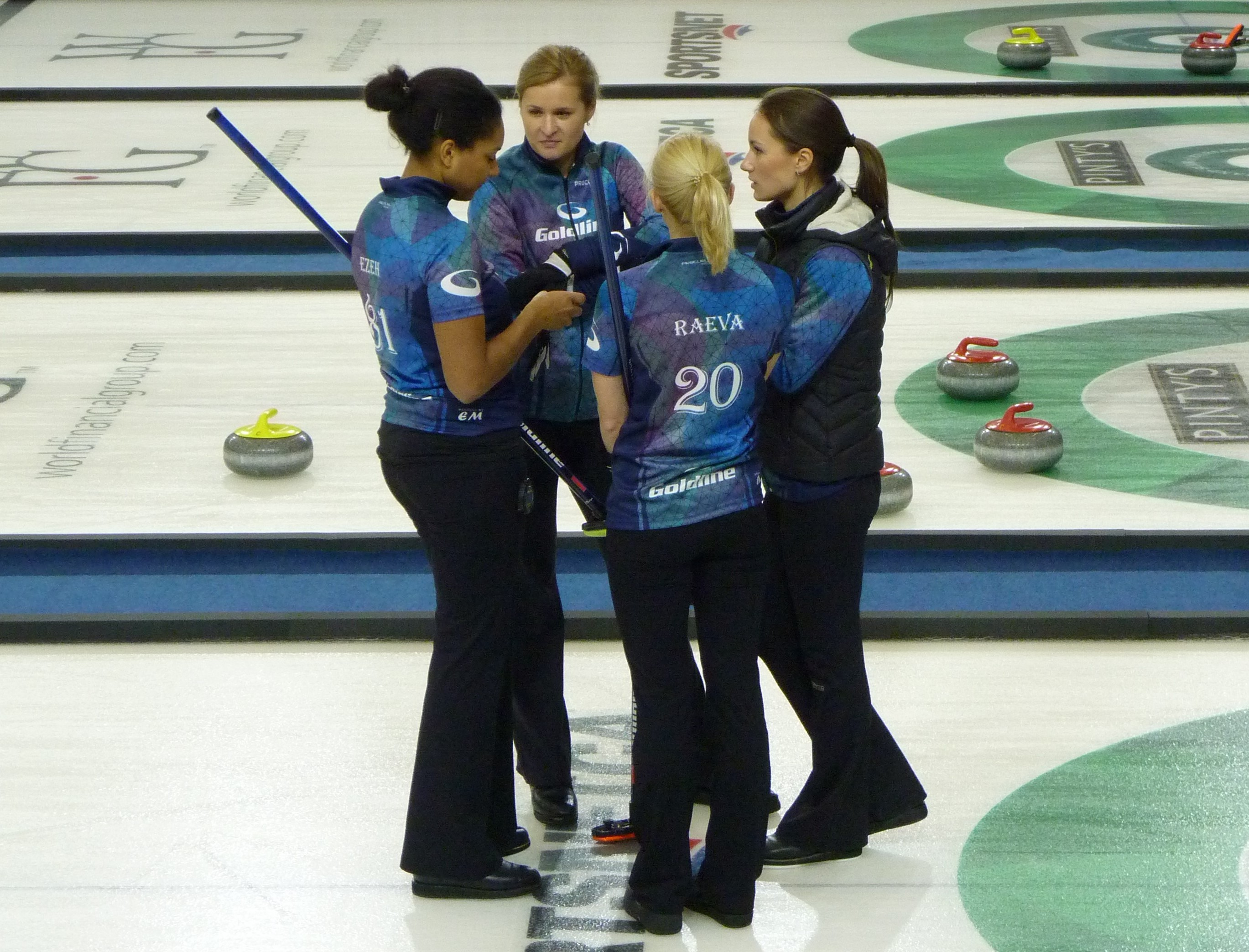
Маргарита Фомина (вторая слева) на турнире The Masters Grand Slam of Curling в 2015 году

В детстве Маргарита Фомина занималась фигурным катанием, но затем перешла в кёрлинг в ЭШВСМ «Москвич». В составе разных команд клуба «Москвич» Фомина четырежды становилась чемпионкой России. 
С 2003 по 2010 выступала за молодёжную сборную России, в составе которой выиграла золотые медали мирового первенства 2006 года.
В декабре 2005 года Маргарита Фомина в 17-летнем возрасте дебютировала в национальной сборной России и с этого времени неизменно входит в её состав. За это время спортсменка приняла участие в двух Олимпийских играх, 11 чемпионатах мира, 10 чемпионатах Европы, 5 зимних Универсиадах. 5 раз на этих крупнейших международных соревнованиях она становилась чемпионкой и ещё 9 раз выигрывала серебряные и бронзовые медали. С осени 2013 года — вице-скип сборной.

## Достижения

### Со сборными
- Трёхкратная чемпионка Европы — 2006, 2012, 2015;
  - Серебряный призёр чемпионата Европы 2014;
  - Бронзовый призёр чемпионата Европы 2011.
- Серебряный призёр чемпионата мира 2017;
  - Трёхкратный бронзовый призёр чемпионатов мира — 2014, 2015, 2016.
- Двукратная участница зимних Олимпийских игр — 2010, 2014.
- Бронзовый призёр финального этапа Кубка мира по кёрлингу 2018/2019.
- Двукратная чемпионка зимних Универсиад в составе студенческой сборной России — 2013, 2015;
  - Двукратный серебряный призёр зимних Универсиад — 2007, 2011;
  - Бронзовый призёр зимней Универсиады 2009.
- Чемпионка мира среди молодёжных команд 2006.

### С клубами
- 5-кратная чемпионка России[3] — 2006, 2011, 2013, 2015, 2016;
  - 6-кратный серебряный призёр чемпионатов России — 2005, 2007, 2008, 2009, 2010, 2012;
  - двукратный бронзовый призёр чемпионатов России — 2014, 2017.
- Двукратный обладатель Кубка России среди женщин — 2008, 2010;
  - двукратный серебряный призёр Кубка России среди женщин — 2007, 2011.

## Награды
- Заслуженный мастер спорта России[4].
- Благодарность Президента Российской Федерации (24 декабря 2013 года) — за высокие спортивные достижения на XXVI Всемирной зимней Универсиаде 2013 года в городе Трентино (Италия)[5]
- Почётная грамота Министерства спорта Российской Федерации (4 декабря 2015) — за успешное выступление спортивной сборной команды Российской Федерации на чемпионате Европы по кёрлингу в городе Эсбьерге (Дания)[6].